# Sitter
Die Sitter ist der weitaus grösste Nebenfluss der Thur und fliesst durch die vier Schweizer Kantone Appenzell Innerrhoden, Appenzell Ausserrhoden, St. Gallen und Thurgau.

## Name
Der Fluss wurde im Jahr 854 als Sitteruna erstmals schriftlich erwähnt. Als Ortsname erscheint der Name schon 787 („in loco … Sidruna“). 
Der Name Sitter entstand aus Sidrōna und steht möglicherweise in Zusammenhang mit dem indogermanischen Verbaladjektiv *sidʰ-ró- „wegtreibend“.

## Geographie

### Quellbäche
Die Sitter entsteht bei der im Kanton Appenzell Innerrhoden liegenden Ortschaft Weissbad auf einer Höhe von 810 m ü. M. aus dem Zusammenfluss von Weissbach und Schwendibach.

#### Schwendibach
Der Schwendibach ist der 6,1 km lange, südliche und rechte Quellbach der Sitter. 
Er hat ein Einzugsgebiet von 34,94 km² und einen mittleren Abfluss von 1,79 m³/s.  Er ist zwar kürzer als der Weissbach, hat aber ein grösseres Einzugsgebiet und einen stärkeren mittleren Abfluss (MQ) und ist somit der hydrologische Hauptstrang des Flusssystems Sitter.
Er entspringt im östlichen Bereich des Alpsteins.

#### Weissbach
Der Weissbach, auch Wissbach genannt,  ist der 9,8 km lange, südwestliche und linke Quellbach der Sitter. 
Er hat ein Einzugsgebiet von 26,52 km² und einen mittleren Abfluss von 1,35 m³/s und entsteht nördlich der Böhlhütte  auf einer Höhe von 1004,7 m ü. M. aus dem Zusammenfluss des Seckbachs mit dem Fallbach.

### Weiterer Verlauf
Die Sitter hat von der Vereinigung ihrer Quellbäche bis zur Einmündung in die Thur bei Bischofszell eine Länge von 49 Kilometern. Die Sitter entwickelt sich dabei vom Gebirgsbach zu einem Fluss mit einer mittleren Wasserführung von fast 12 m³/s.

### Einzugsgebiet
Das 339.94 km² grosse Einzugsgebiet der Sitter erstreckt sich von den  Appenzeller Alpen bis in das  Schweizer Mittelland und wird durch sie über die Thur und den Rhein zur Nordsee entwässert.
Das Einzugsgebiet besteht zu 29,7 % aus bestockter Fläche, zu 55,8 % aus Landwirtschaftsfläche, zu 9,3 % aus Siedlungsfläche und zu 5,2 % aus unproduktiven Flächen.
Die Flächenverteilung
Die mittlere Höhe des Einzugsgebietes beträgt 941,7 m ü. M., die minimale Höhe liegt bei 441 m ü. M. und die maximale Höhe bei 2427 m ü. M.

### Zuflüsse

Hauptzuflüsse sind der Rotbach und die Urnäsch.
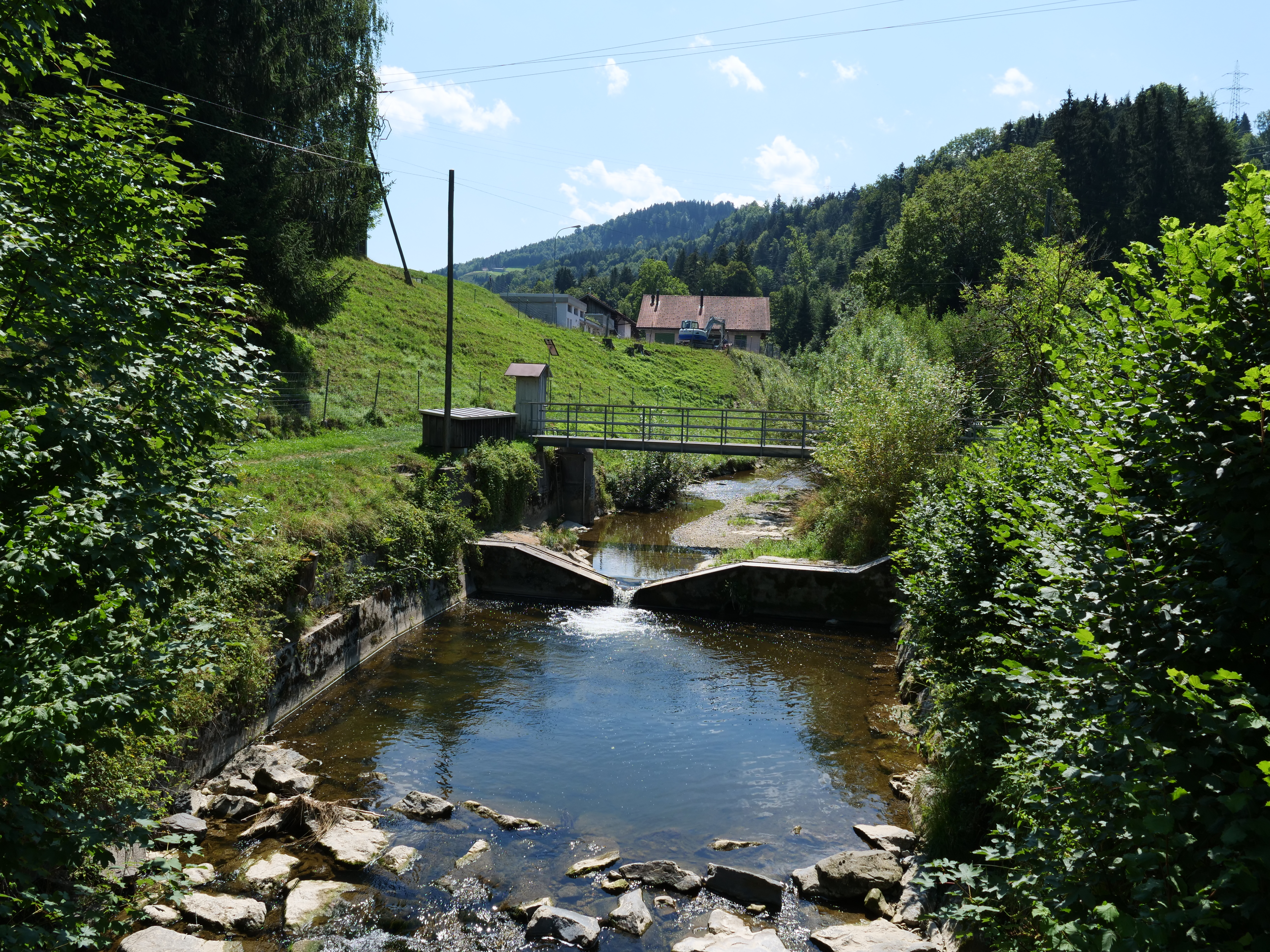
Der Rotbach
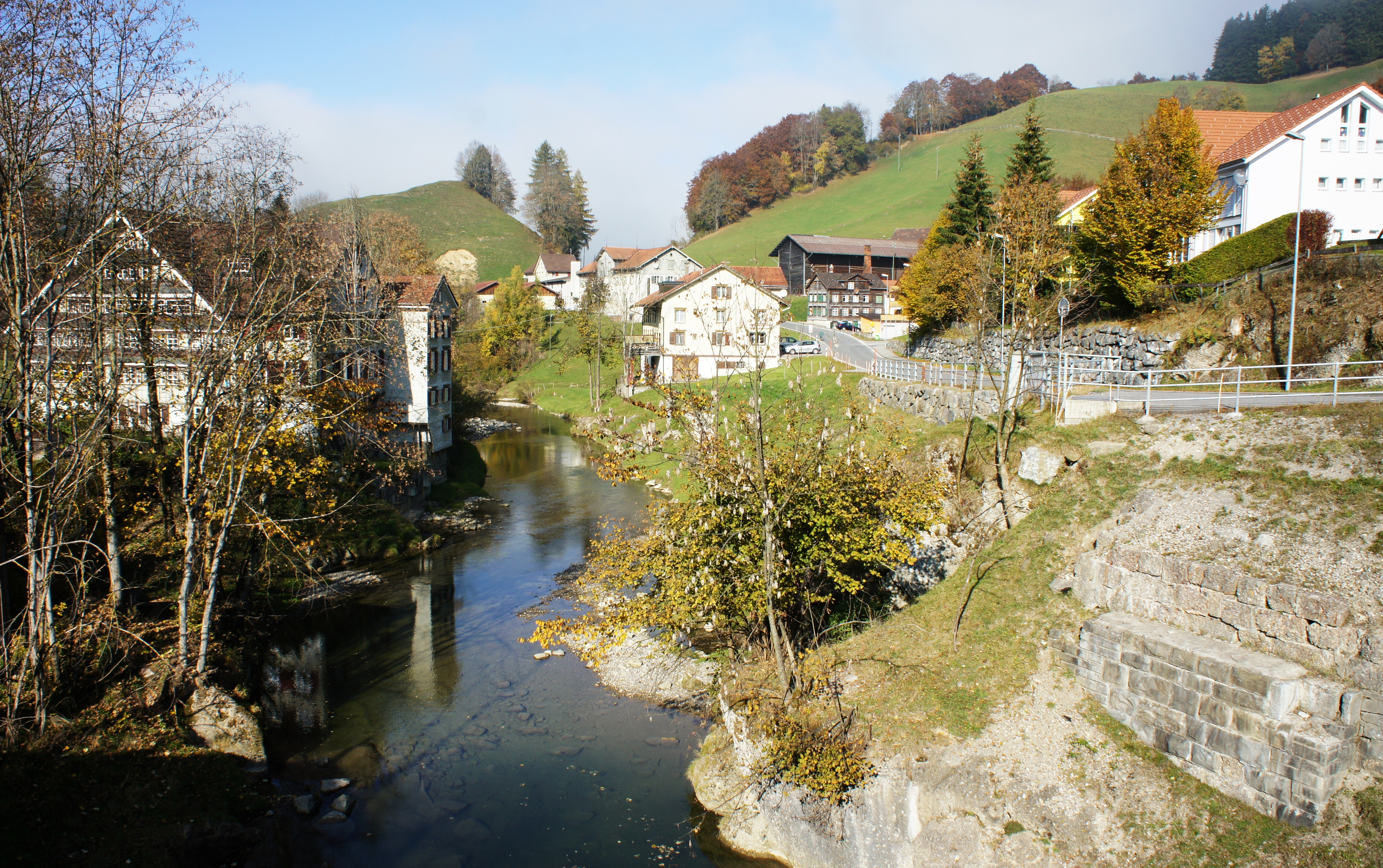
Die Urnäsch

Quellbäche und Zuflüsse der Sitter ab 5 km Länge
| Name               | GKZ      | Lage   | Länge in km | EZG in km² | MQ in m³/s | Mündung Koordinaten                             | Mündungshöhe in m | Bemerkungen                                 |
| ------------------ | -------- | ------ | ----------- | ---------- | ---------- | ----------------------------------------------- | ----------------- | ------------------------------------------- |
| Schwendibach       | CH000413 | rechts | 006,1000    | 0034,940   | 0001,790   | bei Weissbad                                    | 809,900000        | Hauptquellbach Alternativname: Schwendebach |
| Weissbach          | CH000412 | links0 | 009,8000    | 0026,520   | 0001,350   | bei Weissbad                                    | 809,900000        | Nebenquellbach Alternativname: Wissbach     |
| Ibach              | CH002204 | rechts | 003,1000    | 0002,010   |            | bei Waflen, Weissbad                            | 805,800000        |                                             |
| Pöppelbach         | AI470179 | rechts | 003,2000    | 0001,580   |            | bei Appenzell Steinegg                          | 789,300000        |                                             |
| Rödelbach          | CH002203 | rechts | 004,1000    | 0003,060   |            | bei Appenzeller Badi, Appenzell                 | 782,800000        |                                             |
| Chlosbach          | AI470147 | links0 | 002,5000    | 0001,710   |            | beim Brauereiplatz, Appenzell                   | 771,500000        |                                             |
| Bleichenwäldlibach | CH002202 | rechts | 003,4000    |            |            | bei Unteres Ziel, Appenzell                     | 766,200000        |                                             |
| Lauftenbach        | AI470282 | rechts | 003,0000    | 0001,580   |            | bei Chlepfes, Appenzell                         | 764,500000        |                                             |
| Steintobelbach     | AI470159 | links0 | 002,4000    | 0001,730   |            | bei Mettlen, Appenzell                          | 756,700000        |                                             |
| Kaubach            | CH002200 | links0 | 005,9000    | 0008,520   | 0000,390   | bei Münzmühle, Appenzell                        | 750.500000        |                                             |
| Zungbach           | CH002199 | rechts | 002,8000    | 0002,580   |            | bei Lank, Appenzell                             | 741,000000        | Alternativname: Tablatbach                  |
| Sägibach           | CH005572 | rechts | 003,0000    | 0002,150   |            | bei Sefi, Haslen                                | 709,900000        | Alternativname: Sägebach                    |
| Görtenbach         | CH002198 | links0 | 003,2000    | 0001,330   |            | bei Enggenhütten, Haslen                        | 708,300000        |                                             |
| Haslenbach         | CH002197 | rechts | 002,4000    | 0001,080   |            | bei Hinterhaslen, Haslen                        | 654,200000        |                                             |
| Rotbach            | CH000326 | rechts | 015,5000    | 0039,180   | 0001,410   | bei Badeplatz Strom, Stein                      | 633,500000        |                                             |
| Wattbach           | CH002194 | rechts | 005,3000    | 0005,950   | 0000,180   | bei Zweibruggen, im St. Galler Quartier Bruggen | 599,500000        |                                             |
| Urnäsch            | CH000339 | links0 | 018,5000    | 0093,610   | 0003,890   | Im Kubel, Stein                                 | 587,800000        |                                             |
| Gübsenseeabfluss   | CH013696 | links0 | 001,8000    | 0000,760   |            | bei St. Gallen Winkeln                          | 587,000000        | Abfluss vom See durch Stollen               |
| Chräzerenbach      | CH491772 | links0 | 002,3000    | 0002,920   |            | bei Chräzeren, St. Gallen                       | 582,200000        |                                             |
| Wisenbach          | CH002180 | links0 | 003,9000    | 0005,490   | 0000,090   | bei Sittertobel, St. Gallen                     | 564,700000        |                                             |
| Tüfentobelbach     | CH005574 | links0 | 004,3000    | 0004,400   | 0000,070   | bei Spisegg, Engelburg                          | 562,100000        | Alternativname: Tüfenbach                   |
| Rütibach           | SG491524 | links0 | 001,0000    | 0000,630   |            | bei Au, Engelburg                               | 553,100000        |                                             |
| Silberbach         | SG491605 | links0 | 001,3000    |            |            | bei Silberbach, Engelburg                       | 551,600000        |                                             |
| Josrütibach        | CH002116 | rechts | 001,3000    |            |            | bei Joosrüti, St. Gallen                        | 551,300000        | Alternativname: Holzbach                    |
| Gatterbach         | SG491610 | rechts | 001,5000    | 0000,840   |            | bei Lässerhof, Wittenbach                       | 544,800000        |                                             |
| Grenzbach          | SG491608 | links0 | 002,5000    | 0001,350   |            | bei Erlenhof, Bernhardzell                      | 538,300000        |                                             |
| Grüttbach          | SG492074 | links0 | 002,5000    | 0000,810   |            | bei Wannenholz, Bernhardzell                    | 537,100000        |                                             |
| Wilenbach          | CH002115 | rechts | 001,6000    |            |            | bei Erlacker, Wittenbach                        | 536,300000        |                                             |
| Grimmbach          | SG491638 | rechts | 001,4000    |            |            | bei Grimm, Wittenbach                           | 535,400000        |                                             |
| Widenbach          | SG491641 | rechts | 002,4000    | 0001,060   |            | bei Bächitobel, Wittenbach                      | 533,700000        |                                             |
| Altmülibach        | SG492105 | rechts | 001,4000    | 0001,770   |            | bei Chapfmüli, Wittenbach                       | 528,500000        |                                             |
| Rötistobelbach     | CH002114 | links0 | 003,1000    | 0002,500   |            | bei Wannen, Bernhardzell                        | 521,300000        |                                             |
| Kirchtobelbach     | SG492073 | links0 | 002,9000    | 0001,610   |            | bei Hinterchirch, Bernhardzell                  | 513,200000        |                                             |
| Giessbach          | CH002113 | links0 | 004,7000    | 0004,970   |            | bei Winterburg, Waldkirch                       | 505,000000        |                                             |
| Gerenbach          | CH002112 | links0 | 004,2000    |            |            | bei Thürlewang, St. Pelagiberg                  | 500,800000        |                                             |
| Finkenbach         | CH012082 | rechts | 001,7000    | 0001,520   |            | bei Tannenhof, Häggenschwil                     | 499,400000        |                                             |
| Lauftenbach        | CH000314 | links0 | 005,4000    | 0008,280   | 0000,130   | bei Tobelmühle, Hauptwil-Gottshaus              | 482,600000        |                                             |
| Rötelbach          | CH002103 | rechts | 006,0000    | 0010,970   | 0000,130   | bei Sitterdorf, Zihlschlacht-Sitterdorf         | 467,100000        | Alternativname: Hudelmoosbach               |
| Sitter             |          |        | 048,9000    | 0339,940   | 0011,890   | bei Bischofszell                                | 46000000          | Mündet in die Thur                          |

Anmerkungen zur Tabelle
1. ↑  Von der Quelle zur Mündung. Daten von Swisstopo (map.geo.admin.ch)
2. ↑  Die Daten der Sitter zum Vergleich

## Hydrologie
Bei der Mündung der Sitter in die Thur beträgt ihre modellierte mittlere Abflussmenge (MQ) 11,89 m³/s. Ihr Abflussregimetyp ist nivo-pluvial préalpin und ihre Abflussvariabilität beträgt 20.

## Wirtschaft und Verkehr

### Nutzung
Sowohl der Hauptfluss als auch die Zuflüsse werden streckenweise vielseitig genutzt, andere Abschnitte sind vom Menschen nahezu unberührt.
Die Sitter und ihre Talaue dienen
- als wichtiges Naherholungsgebiet
- der Stromgewinnung aus Wasserkraft
- der Fischerei
- der Trink- und Nutzwassergewinnung
- als Vorfluter bei der Aufbereitung des Abwassers
- der Kiesentnahme
- als Lebensraum für viele Tiere und Pflanzen

### Wasserkraft
Ursprünglich wurde entlang der Sitter in elf Wasserkraftwerken elektrische Energie gewonnen. Heute sind noch deren sieben in Betrieb. Der grösste Anteil (87 %) entfällt dabei auf das Kubelkraftwerk der St. Gallisch-Appenzellischen Kraftwerke AG (SAK). Dabei dient der Gübsensee am Rande der Stadt St. Gallen als Wasserspeicher.

### Schifffahrt und Fähren
Seit 1975 wird jährlich (normalerweise am Muttertag) auf einer Strecke über Sitter und Thur das Mammut-Flossrennen mit selbstgebauten Schwimmkörpern vor Tausenden von Zuschauern ausgetragen. Neben der Geschwindigkeit zählt dabei die Originalität der Flösse.
Die Fähre Gertau–Degenau verbindet die Gemeinden Hauptwil-Gottshaus und Zihlschlacht-Sitterdorf.

### Brücken

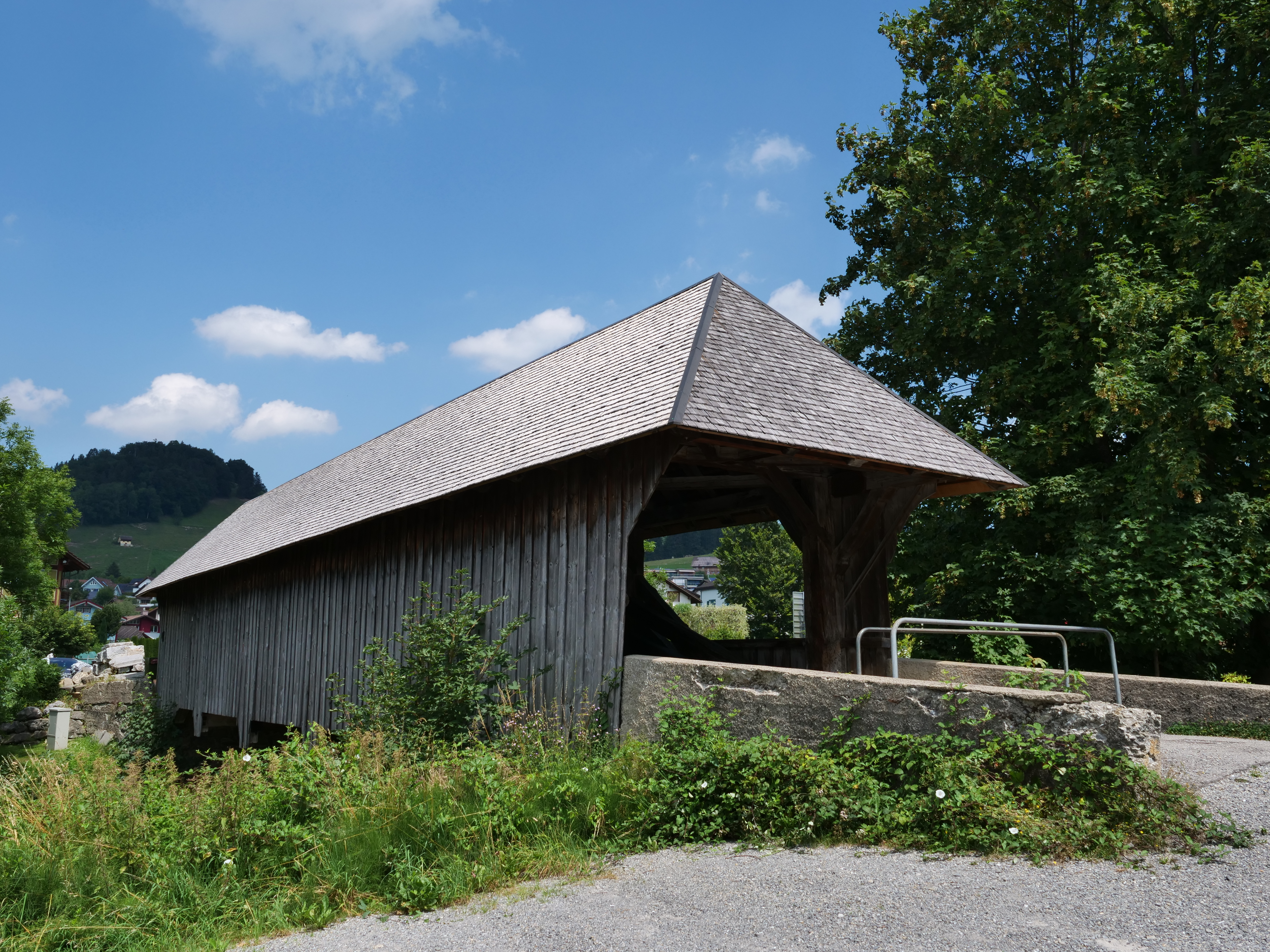
Die Mettlenbrücke von 1751, gedeckte Holzbrücke über die Sitter.

Auf ihrem Weg wird die Sitter von 50 Brücken überspannt. Die meisten Brücken des St. Galler Brückenweges führen über die Sitter.
1949 hat die Schweizerische Post eine Fünf-Rappen-Briefmarke der Sitterbrücken bei St. Gallen herausgegeben.